# كينيث كيتشن
كينيث أندرسون كيتشن (بالإنجليزية: Kenneth Anderson Kitchen)‏ هو عالم آثار بريطاني، ولد في 1932 في أبردين في المملكة المتحدة. ويعد كيتشن أحد متطرفي الكتاب المقدس، وكثيرًا ما نشر أعمالًا تدافع عن تاريخية العهد القديم.

## وصلات خارجية
- كينيث كيتشن على موقع IMDb (الإنجليزية)